# Креч, Ольга Зеноновна
Ольга Зеноновна Креч (бел. Вольга Зянонаўна Крэч, 26 апреля 1969, Жупраны, Гродненская область, Белорусская ССР, СССР) — белорусский государственный и политический деятель. Депутат Палаты представителей Национального собрания Республики Беларусь VII созыва (с 2019 года).

## Биография
Ольга Зеноновна уроженка посёлка Жупраны Ошмянского района Гродненской области Белорусской ССР, родилась 26 апреля 1969 года.
Завершила обучение и получила диплом о высшем образовании по специальности врач-педиатр, окончив Гродненский государственный медицинский университет. Позже окончила клиническую ординатуру в Белорусском государственном медицинском университете по специальности "Педиатрия".
Осуществляла трудовую деятельность врачом-неанатологом Полоцкого родильного дома. Затем трудилась участковым врачом-педиатром Молодечненской центральной районной больницы, позже была назначена заведующим детского отделения Октябрьской центральной районной больницы Гомельской области. Работала врачом-педиатром, врачом-неанатологом (заведующая) педиатрическим отделением для недоношенных детей Гомельской городской клинической больницы № 3.
17 ноября 2019 года на выборах в Палату представителей Национального собрания республики Беларуси от Гомельского-Новобелицкого избирательного округа №36 баллотировались в депутаты Национального парламента. Одержала победу и получила мандат депутата. Член Постоянной комиссии по законодательству.
На выборах в Национальный парламент Белоруссии в 2024 году не баллотировалась.
Замужем, воспитывала двоих детей. 

## Награды и почетные звания
- Медаль "За трудовые заслуги";
- Почетная грамота Министерства здравоохранения Республики Беларусь.